# رسملة سوقية

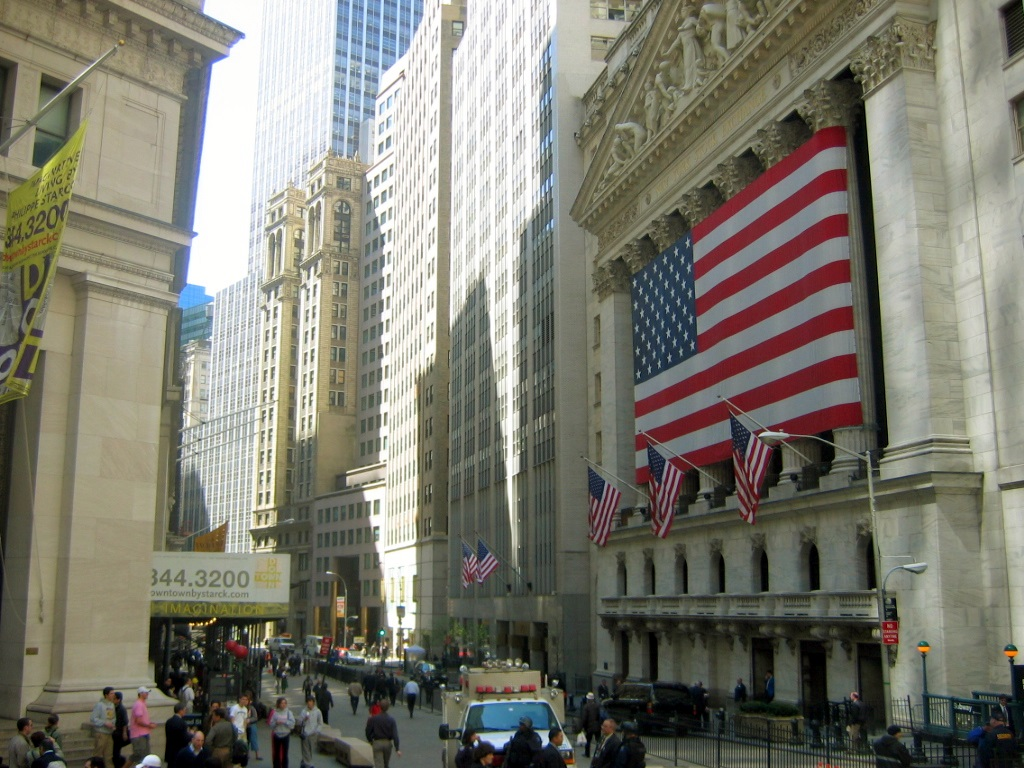
بورصة نيويورك (تداول الأسهم) في وول ستريت، أكبر بورصة في العالم من حيث القيمة السوقية الإجمالية لشركاتها المدرجة

القيمة السوقية الإجمالية أو رأس المال السوقي (بالإنجليزية: Market capitalization) وتختصر market cap، هي القيمة السوقية لأسهم للشركة المتداولة علنًا outstanding shares حيث تُحسب قسمة رأس المال بناءً على سعر السوق.
القيمة السوقية الإجمالية تساوي سعر السهم مضروبا في عدد الأسهم القائمة (المتداولة). نظرًا لأنه يتم شراء وبيع الأسهم المعلقة في الأسواق العامة، يمكن استخدام القيمة السوقية الإجمالية كمؤشر للرأي العام لصافي قيمة الشركة وهي عامل حاسم في بعض أشكال تقييم الأسهم.

## الوصف
تعكس القيمة السوقية فقط قيمة قيمة أسهم الشركة في السوق. اختيار الشركة لهيكل رأس المال له تأثير كبير على كيفية تخصيص القيمة الإجمالية للشركة بين حقوق الملكية والديون. المقياس الأكثر شمولاً هو قيمة المؤسسة (EV)، والذي يعطي تأثيرًا للديون المستحقة والأسهم المفضلة preferred stock وعوامل أخرى. بالنسبة لشركات التأمين، استخدمت قيمة تسمى القيمة المضمنة (EV).
تُستخدم القيمة السوقية من قبل مجتمع الاستثمار في ترتيب حجم الشركات، على عكس المبيعات أو إجمالي عدد الأصول asset figures. ستخدامه أيضًا في ترتيب الحجم النسبي للبورصات، كونه مقياسًا لمجموع رسملة السوق لجميع الشركات المدرجة في كل بورصة. عند إجراء مثل هذه التصنيفات، يتم حساب القيمة السوقية في بعض التواريخ الهامة، مثل 30 يونيو أو 31 ديسمبر.
يمكن مقارنة الرسملة الإجمالية لأسواق الأسهم -(رأس مال الأسهم السوقيّ أو حساب رأس المال في السوق)- أو المناطق الاقتصادية بالمؤشرات الاقتصادية الأخرى (مثل مؤشر بافت). بلغ إجمالي القيمة السوقية لجميع الشركات المتداولة في عام 2020 حوالي 93 تريليون دولار أمريكي.

## الحساب
تحدد القيمة السوقية من خلال الصيغة {\textstyle {\text{MC}}=N\times P} أو [ق س = ن × س]، حيث MC أو (ق س) هي القيمة السوقية، N أو (ن) عدد الأسهم القائمة، و P أو (س) سعر السوق للسهم الواحد.
على سبيل المثال، إذا كان لدى شركة ما 4 ملايين سهم قائم (متداول) وكان سعر الإغلاق للسهم 20 دولارًا، فإن قيمتها السوقية تكون 80 مليون دولار. إذا ارتفع سعر الإغلاق للسهم الواحد إلى 21 دولارًا، تصبح القيمة السوقية 84 مليون دولار. إذا انخفض إلى 19 دولارًا للسهم، فإن القيمة السوقية تنخفض إلى 76 مليون دولار. ذلك على عكس التسعير التجاري حيث قد يختلف سعر الشراء ومتوسط السعر وسعر البيع بسبب تكاليف المعاملة transaction.
لا يتم تداول جميع الأسهم القائمة في السوق المفتوحة open market. يُطلق على عدد الأسهم المتداولة في السوق المفتوحة اسم "العائمة float". وتساوي أو تقل عن N لأن N تتضمن الأسهم المحظور تداولها. تستخدم القيمة السوقية للأسهم الحرة عدد الأسهم العائمة فقط في الحساب، مما ينتج عنه عمومًا عدد أقل.

## شروط القيمة السوقية الإجمالية
في العرف قسمت الشركات إلى رؤوس الأموال الكبيرة والمتوسطة والصغيرة. وقد أصبح المصطلحان mega-cap و micro-cap أيضًا شائعَي الاستخدام، ويُسمع أحيانًا مصطلح nano-cap. تستخدم أرقام مختلفة بواسطة فهارس مختلفة؛ لا يوجد تعريف رسمي أو اتفاق إجماع كامل حول قيم cutoff values. يُعرَّف cutoff بالنسب المئوية وليس بالدولار الاسمي. تحتاج التعريفات المعبر عنها بالدولار الإسمي إلى التعديل على مدى عقود بسبب التضخم والتغير السكاني والتقييم العام للسوق (على سبيل المثال، مليار دولار كانت قيمة سوقية كبيرة في عام 1950، لكنها ليست كبيرة جدًا الآن)، والقيمة السوقية يُحْتَمَل أن تكون مختلفة من دولة إلى أخرى.

## العملات المشفرة
طبِّق مصطلح القيمة السوقية الإجمالية أيضًا على العملات المشفرة في السنوات الأخيرة. هذا على عكس المصطلح الأكثر تقليدية، المخزون النقدي، المستخدم لوصف الحجم الإجمالي للنقود الورقية.

## روابط خارجية
- كيفية تقييم الأصول - من موقع حكومة ولاية واشنطن (الولايات المتحدة) بالإنجليزية
- القيم السوقية في نهاية العام حسب الدولة - البنك الدولي، 1988-2018 بالإنجليزية